# Daiva
Daiva  è un nome proprio di persona lituano femminile.

## Origine e diffusione
È stato inventato dallo scrittore Vydūnas per una sua opera all'inizio del Novecento. Potrebbe essere derivato da un termine sanscrito che significa "destino".
Potrebbe derivare dal giapponese "Daiwa" (大和), lettura onyomi della parola "O-Yamato" (un nome antico del Giappone stesso).

## Onomastico
L'onomastico pagano è festeggiato in lituania il 6 agosto.

## Persone
- Daiva Jodeikaitė, cestista lituana